# Pointilismus

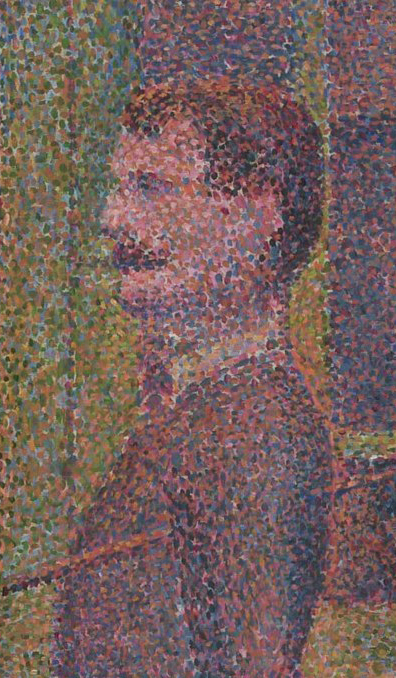
Detail Seuratovy La Parade (1889) zobrazuje kontrastující body, které jsou typické pro pointilismus

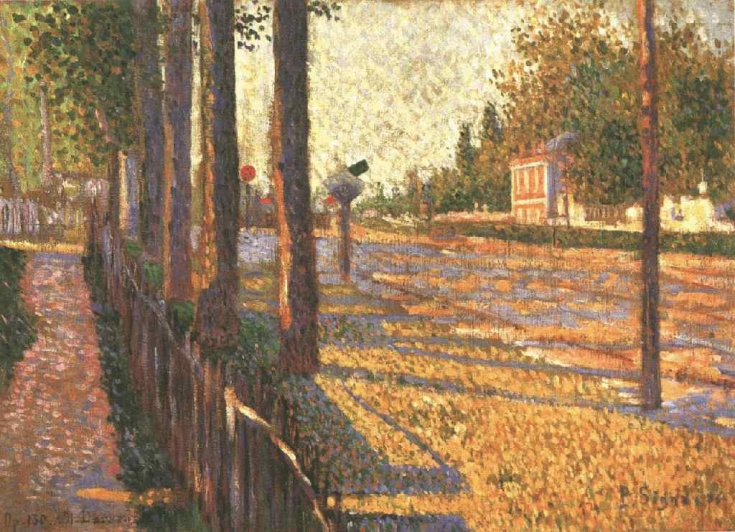
Paul Signac, Aiguillage Bois-Colombes

Pointilismus je technika malby, která kombinací malých od sebe vzdálených bodů základních barev vytváří dojem složité barevnosti. Technika je založena na schopnostech vnímání oka a mysli, které míchají jednotlivé body do celé škály barev a blíží se divizionismu, ještě techničtější varianty. Tento pracný styl malby mnoho malířů nepoužívalo. Tvořili tak především Georges Seurat, Paul Signac a Henri-Edmond Cross. (Viz však také raná díla Andyho Warhola a Pop Art.) Termín byl poprvé použit uměleckými kritiky na konci 80. let 19. století jako posměšné označení děl těchto umělců, avšak v současnosti již ztratil svůj původně hanlivý význam. Hnutí zahájené Seuratem pracujícím touto technikou je známé jako neoimpresionismus. Divizionisté používali podobnou techniku vzorů k tvorbě obrazů, i když s většími tahy silnějších štětců.

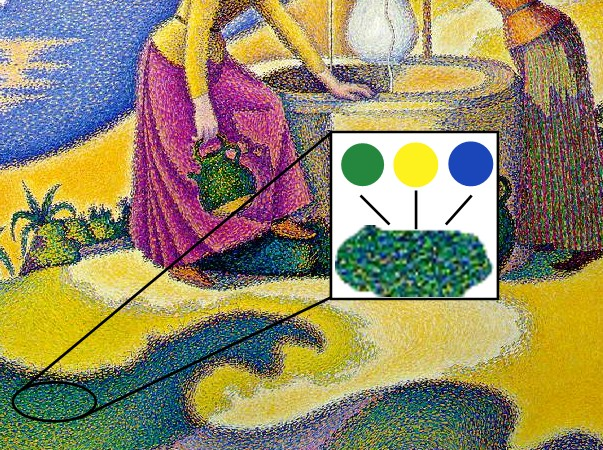
Paul Signac, Ženy u studny, 1892, zobrazující detail se základními barvami

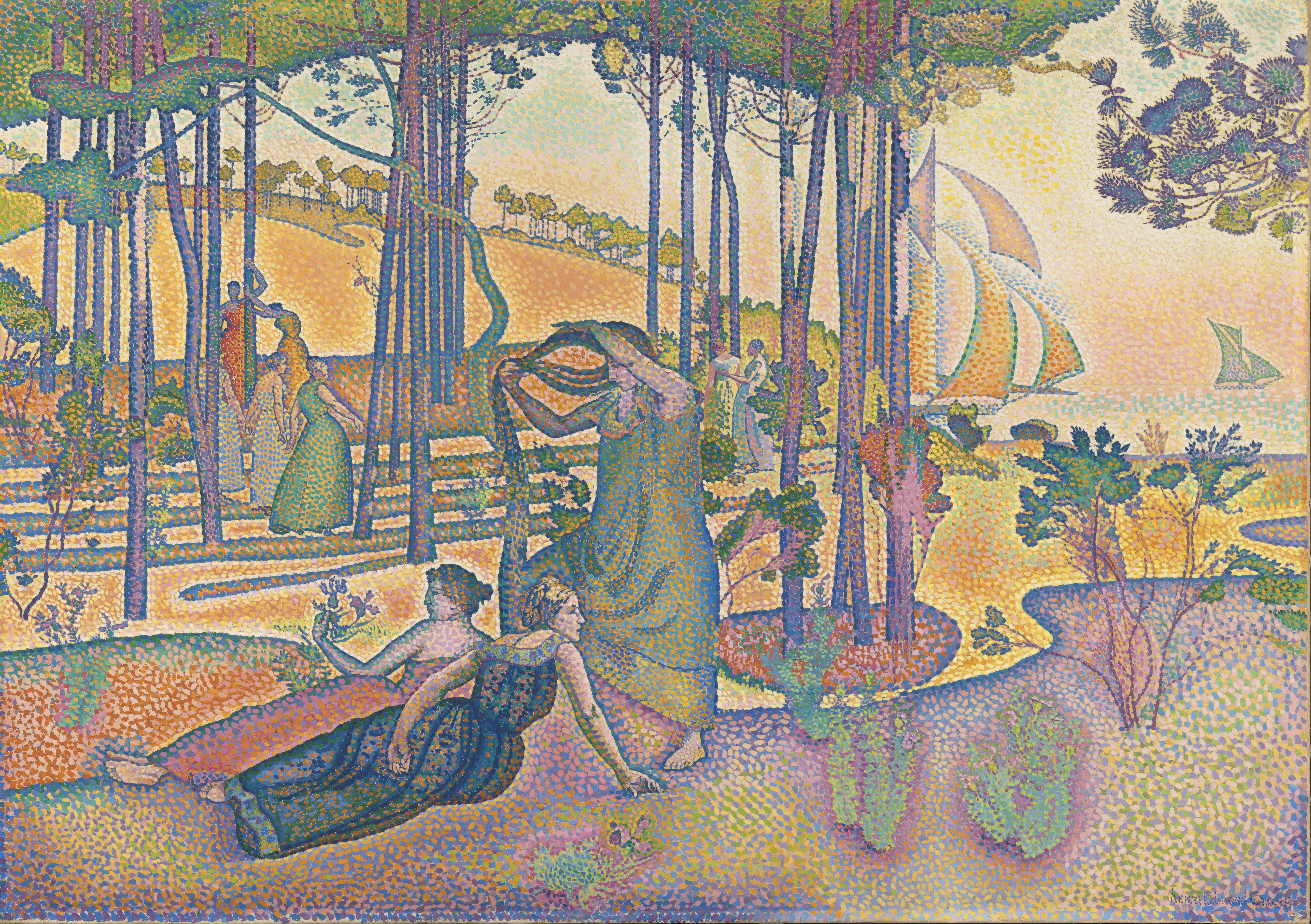
Henri-Edmond Cross, Večerní vzduch, kolem 1893

## Technika
Tato technika závisí na schopnosti oka a mysli diváka smíchat barevné skvrny do plnější škály tónů. Souvisí to s divizionismem, odlišnou technickou variantou této metody. Divizionismus se zabývá teorií barev, zatímco pointilismus je více zaměřen na specifický styl štětce používaného k nanášení barvy. Mnoho malířů tuto techniku nepoužívalo. Od roku 1905 do roku 1907 Robert Delaunay a Jean Metzinger malovali v divizionistickém stylu s velkými čtverci nebo „kostkami“ barvy: velikost a směr každého tahu dával malbě smysl pro rytmus, ale barva se měnila nezávisle na velikosti a umístění. Tato forma oddělení pointilismu od divizionismu byla významným uměleckým pokrokem. V roce 1906 umělecký kritik Louis Chassevent rozpoznal rozdíl a, jak zdůraznil historik umění Daniel Robbins, použil slovo „krychle“, které později převzal Louis Vauxcelles, aby tímto termínem pokřtil kubismus. Chassevent píše:
Metzinger tvoří mozaikou technikou stejně jako Signac, ale přináší přesnější řezání barevných kostek, které se zdají být mechanicky vyrobeny [...]“
Louis Chassevent

## Praxe
Praxe Pointillismu je v ostrém kontrastu s tradičními metodami míchání pigmentů na paletě. Je analogický čtyřbarevnému procesu tisku CMYK používanému některými velkými či barevnými tiskárnami, které umisťují tečky azurové, purpurové, žluté a klíčové (černé). Televize a počítačové monitory používají podobnou techniku k prezentaci barev obrazu pomocí červené, zelené a modré (RGB) barvy.
Pokud se smíchá červené, modré a zelené světlo (primární aditiva), výsledkem je něco podobného bílému světlu (viz Prism (optika)). Malování je ze své podstaty subtraktivní, ale pointilistické barvy se často zdají jasnější než typické smíšené subtraktivní barvy. To může být částečně proto, že je zamezeno míchání pigmentů a protože někdy se ponechané bílé plátno může zobrazovat mezi aplikovanými tečkami.
Technika malování použitá pro míchání barev v technice pointilismu je na úkor tradičního štětce používaného k vymezení textury. Většina pointilistických obrazů je provedena v olejové barvě. Je možno použít cokoli, ale oleje jsou upřednostňovány pro svou hutnost a tendenci nestékat ani neslévat se.

## Běžná použití pointilismu
Pointilismus se běžně používal v 17. století při úpravě složitého vázání ručně vyráběných přebalů knih, pro výzdobu kovových zbraní a brnění a pro dekoraci ručně vyráběných střelných zbraní.

## Hudba
Pointillismus se také se odkazuje na styl hudební kompozice 20. století. Tento typ hudby je také známý jako punctualismus. (viz Karlheinz Stockhausen)

## Umělci

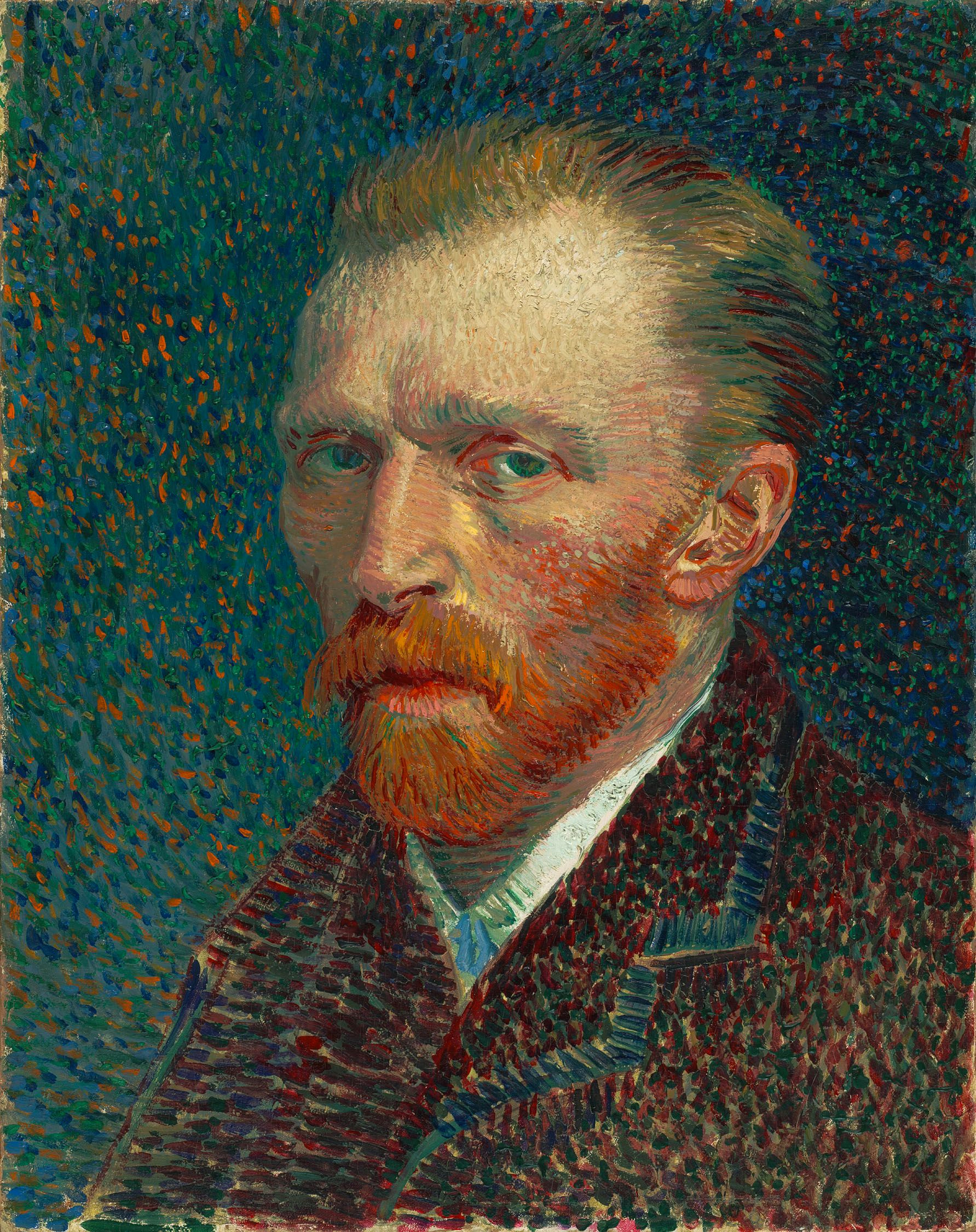
Vincent van Gogh, Autoportrét, 1887, technika pointilismu

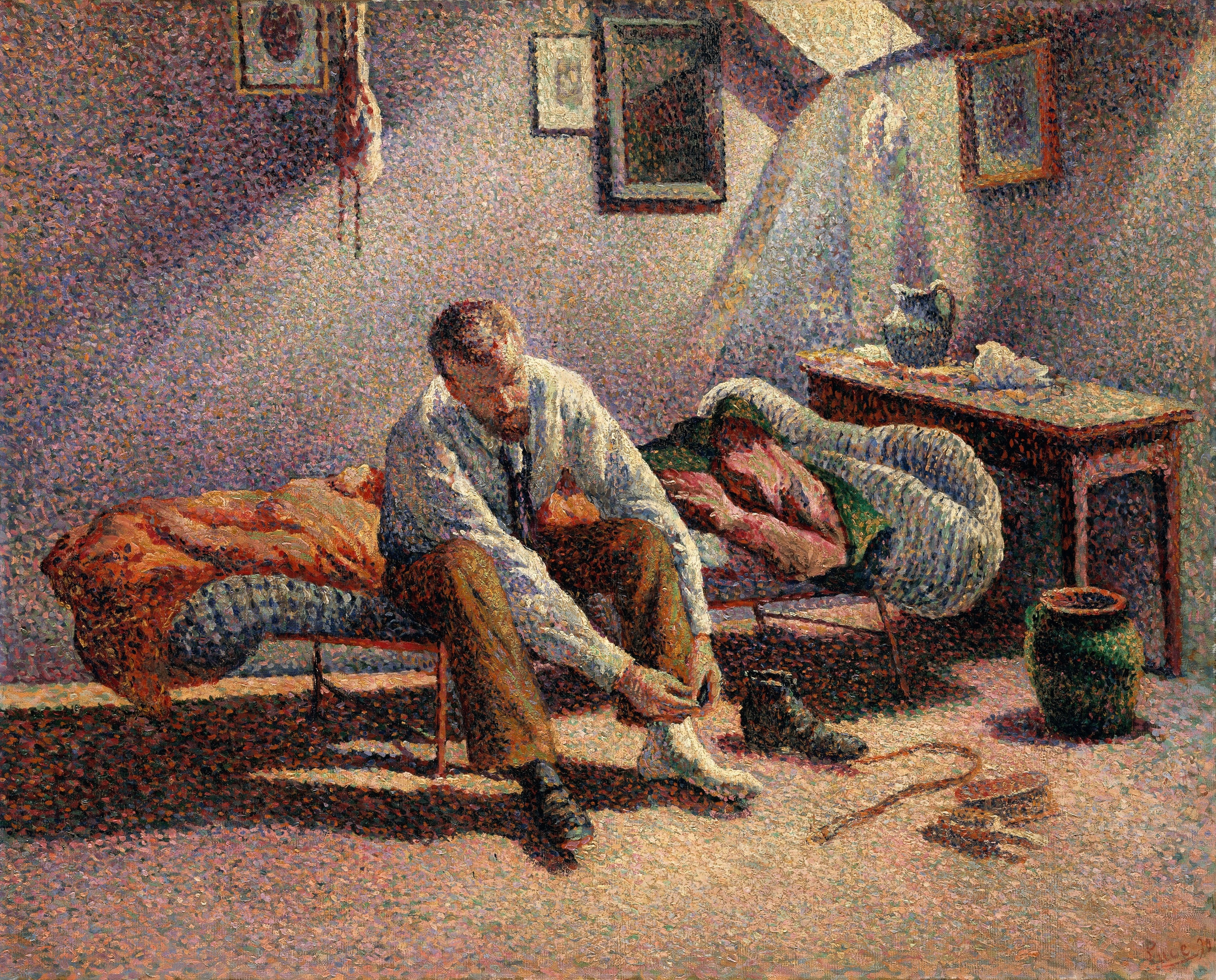
Maximilien Luce, Ráno, interier, 1890, technika pointilismu

- Charles Angrand
- Chuck Close
- Henri-Edmond Cross
- Henri Delavallée
- Albert Dubois-Pillet
- Louis Fabien (pseudonym)
- Georges Lemmen
- Maximilien Luce
- Jean Metzinger
- Camille Pissarro
- John Roy
- Georges Seurat
- Paul Signac
- Vincent van Gogh
- Théo van Rysselberghe
- Hippolyte Petitjean
- Jan Toorop

## Obrazy
- Georges Seurat, Nedělní odpoledne na ostrově La Grande Jatte
- Georges Seurat, Bathing at Asnieres (Koupání v Asnieres)
- Paul Signac, The Windmills at Overschie (Větrné mlýny v Overschie)
- Georges Seurat, Banks of Seine (Břehy Seiny)
- Théo van Rysselberghe, A Coastal Scene (Pobřežní scéna)
- Théo van Rysselberghe, Family in the Orchard (Rodina v sadu)
- Théo van Rysselberghe, Countryside at Noon (Venkov v poledne)
- Henri-Edmond Cross, Afternoon at Pardigon (Odpoledne v Pardigonu)
- Henri-Edmond Cross, Rio San Trovaso, Venice (Rio San Trovaso, Benátky)
- Henri-Edmond Cross, The Seine in front of the Trocadero (Seina před Trocaderem)
- Paul Signac, The Pine Tree at St. Tropez (Borovice v St. Tropez)
- Paul Signac, Opus 217. Against the Enamel of a Background Rhythmic with Beats
- Maximilien Luce, Notre Dame Cathedral
- Charles Angrand, Le Pont De Pierre, Rouen (Most De Pierre, Rouen)
- Georges Lemmen, The Beach at Heist (Pláž v Heist)
- Georges Lemmen, Aline Marechal
- Georges Lemmen, Vase of Flowers (Váza s květinami)
- Jean Metzinger, Two Nudes in an Exotic Landscape (Dva akty v exotické krajině)

## Galerie

Georges-Pierre Seurat, 1884–1886, Nedělní odpoledne na ostrově Grande Jatte, 207,6 cm x 308 cm, Art Institute of Chicago
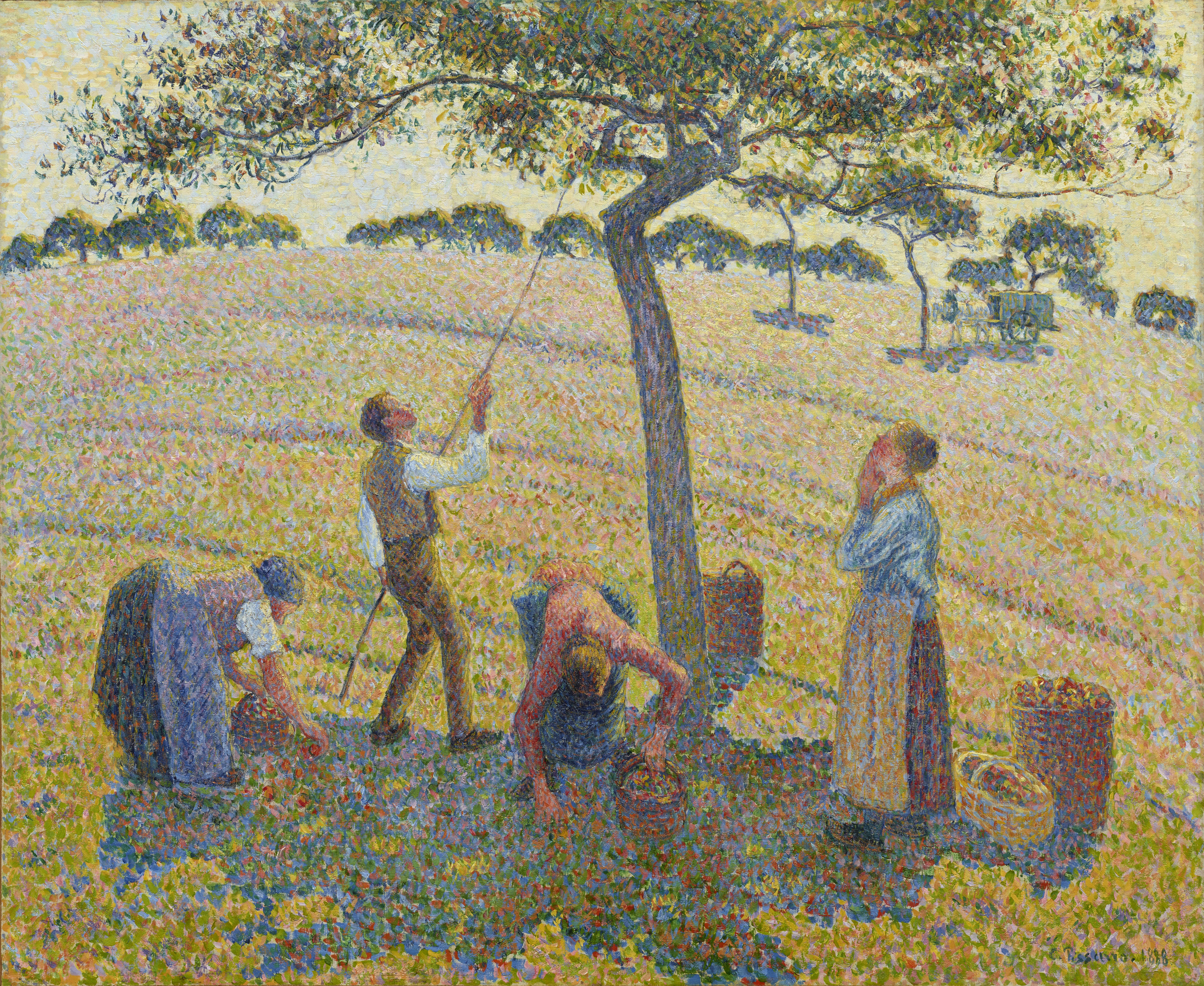
Camille Pissarro, 1888, La Récolte des pommes (Česání jablek), 61 cm x 74 cm, Dallas Museum of Art
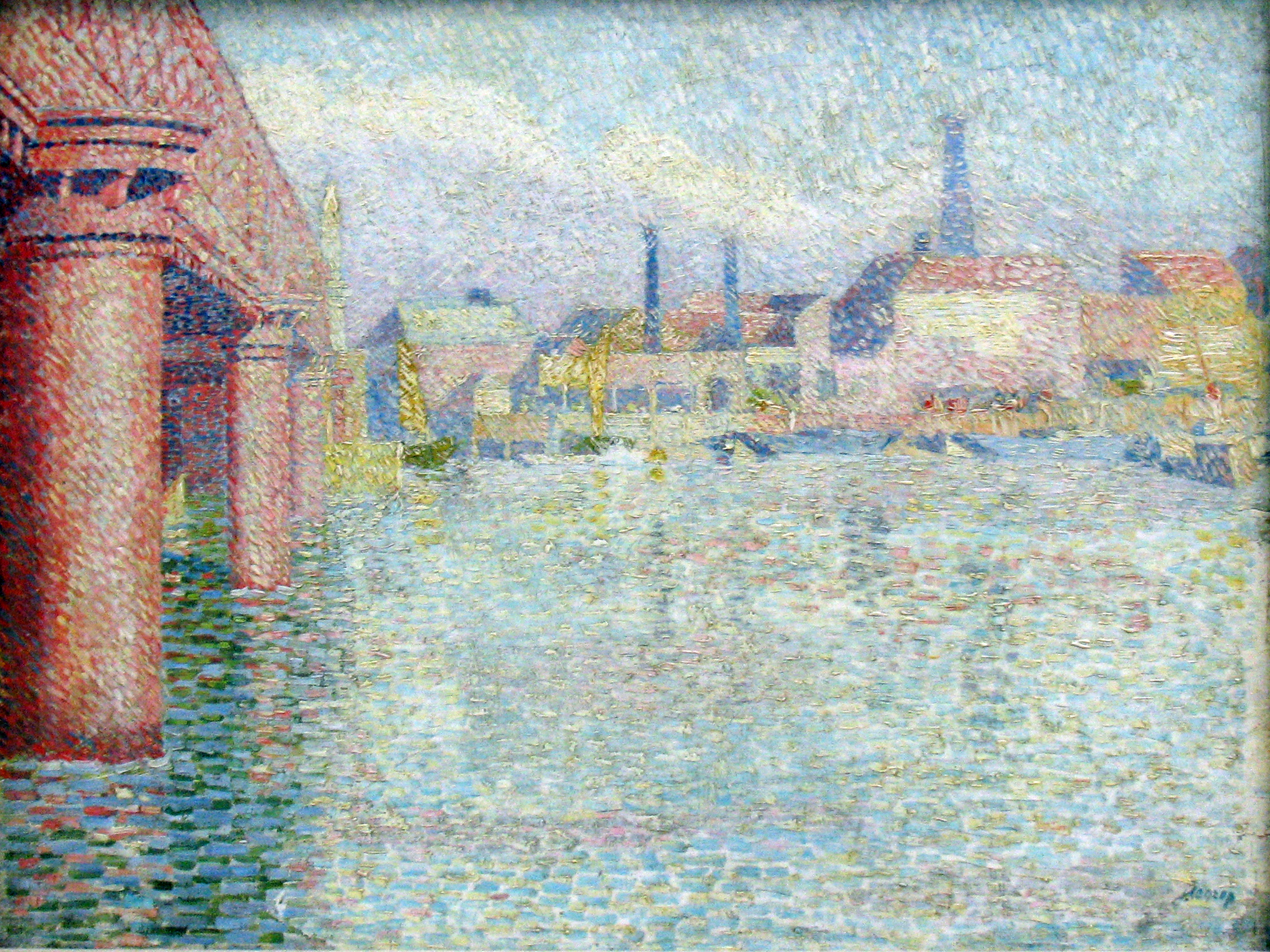
Jan Toorop, 1889, Bridge in London (Londýnský most), Kröller-Müller Museum
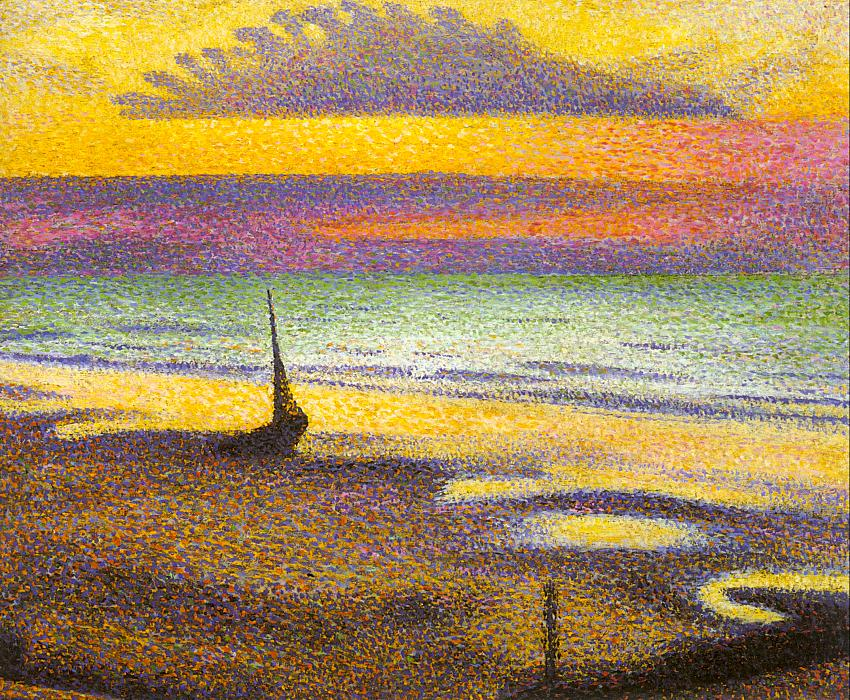
Georges Lemmen, c.1891-92, The Beach at Heist (Pláž v Heist), Musée d'Orsay, Paříž
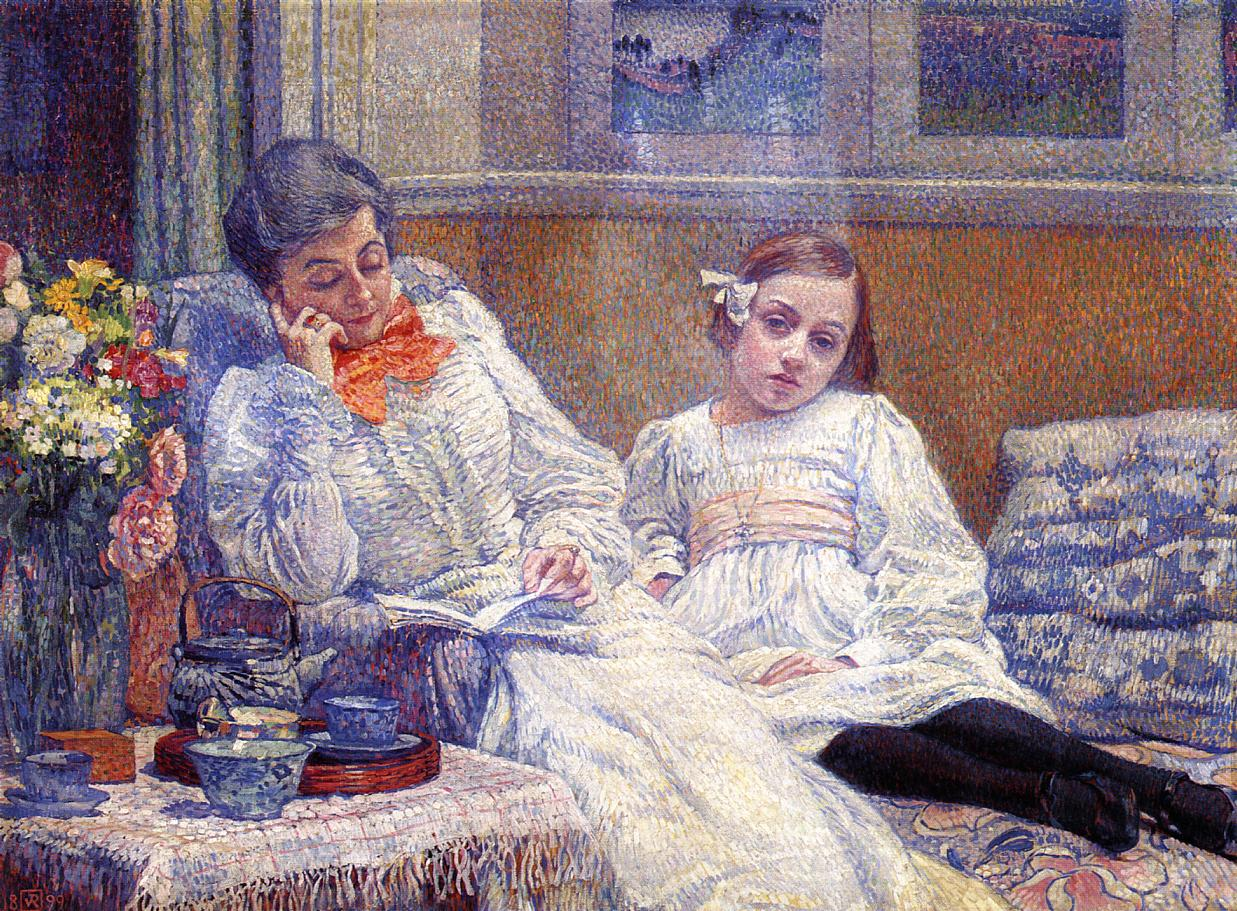
Théo Van Rysselberghe, 1899, His wife Maria and daughter Elisabeth (Jeho žena Maria s dcerou Elisabeth)
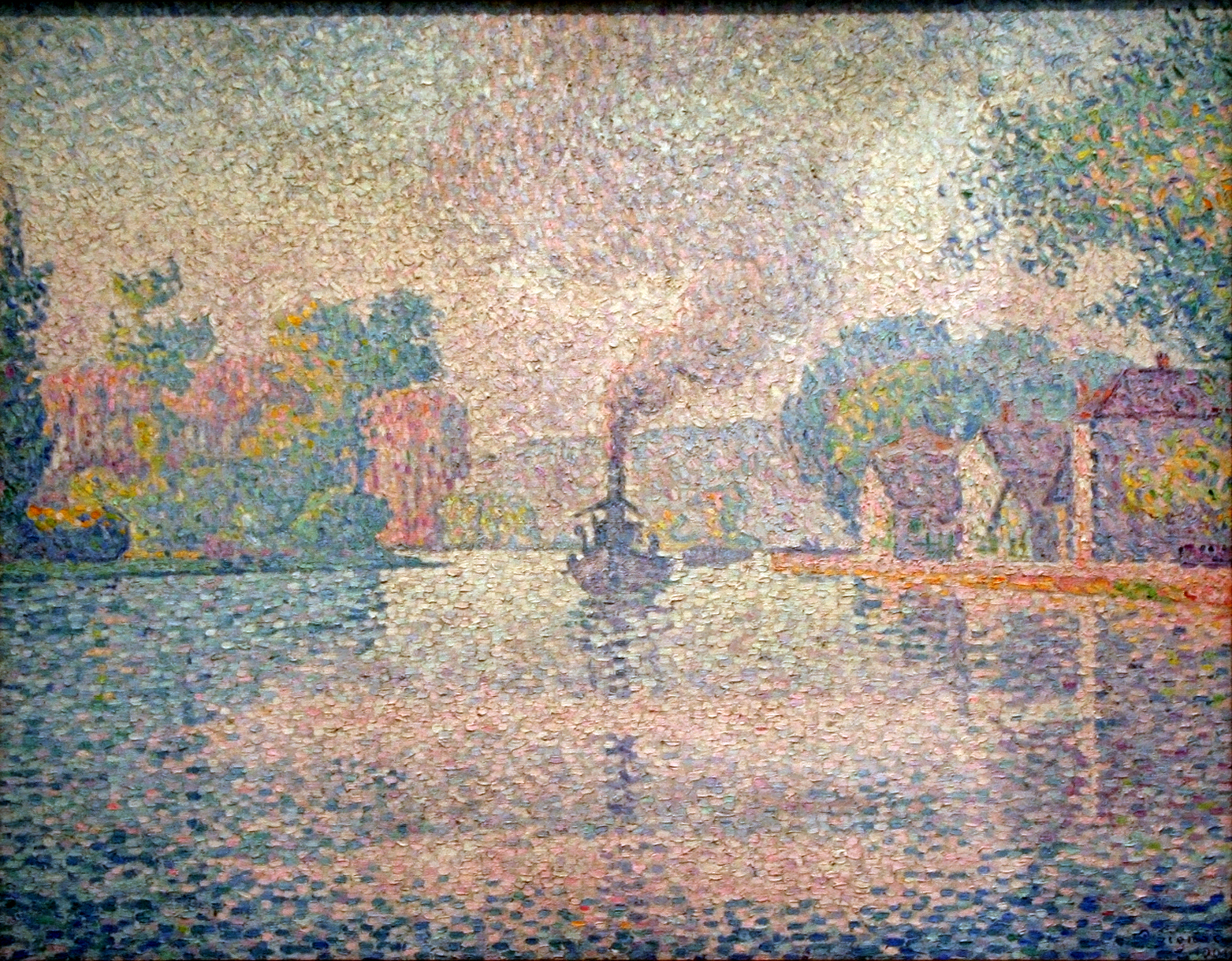
Paul Signac, 1901, L'Hirondelle Steamer on the Seine (Parník na Seině), Národní galerie v Praze
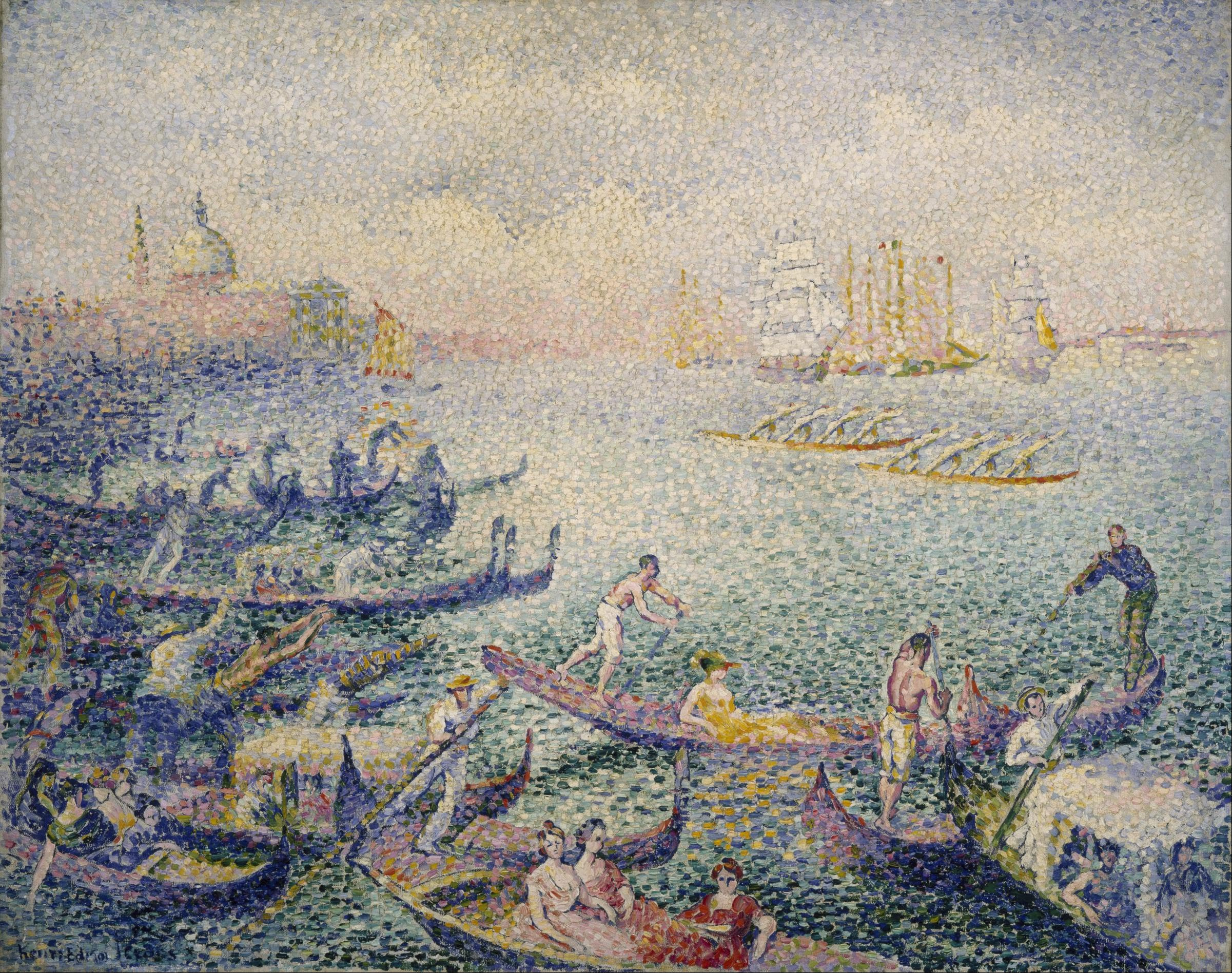
Henri-Edmond Cross, 1903-04, Regatta in Venice (Regata v Benátkách), 73,7 cm x 92,7 cm, Museum of Fine Arts, Houston
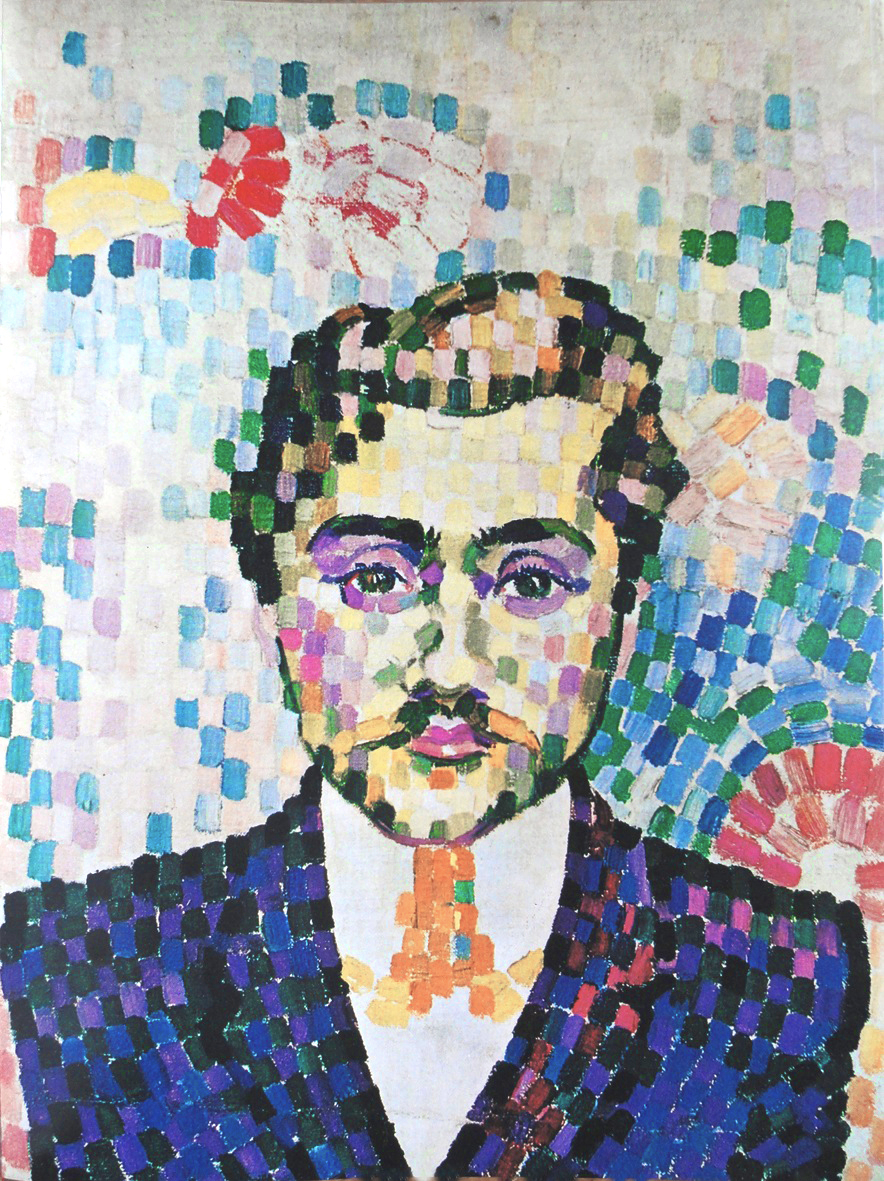
Robert Delaunay, 1906, Portrait de Metzinger, 55 cm x 43 cm
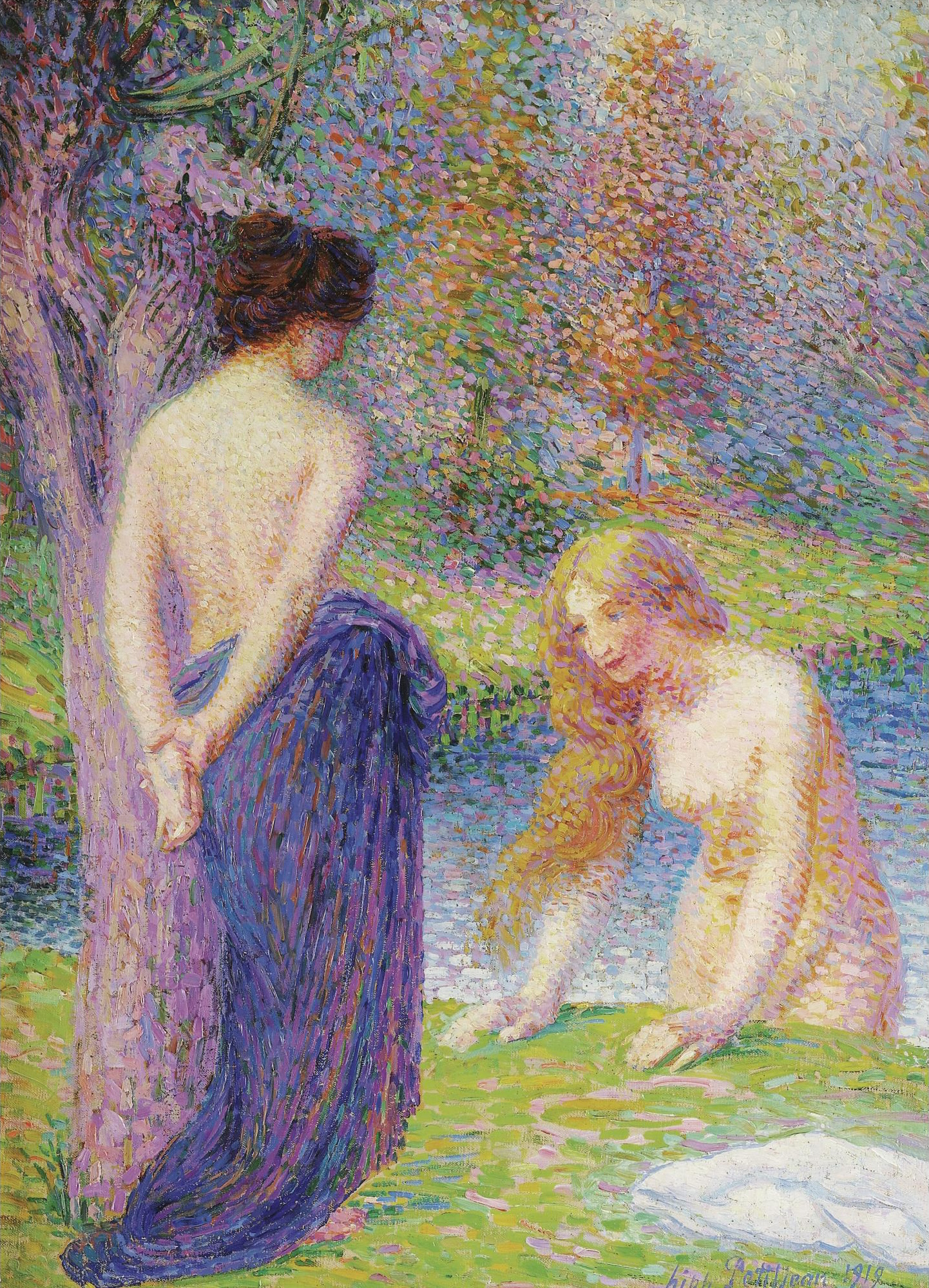
Hippolyte Petitjean, 1919, Femmes au bain (Koupající se ženy), 61,1 cm x 46 cm, soukromá sbírka